# Булатовка
Була́товка (рос. Булатовка) — село у складі Абдулинського міського округу Оренбурзької області, Росія.

## Населення
Населення — 180 осіб (2010; 268 у 2002).
Національний склад (станом на 2002 рік):
- мордва — 88 %